# ОШ „Братство јединство” Куцура
Основна школа „Братство јединство“ у Куцури је осмогодишња школа која се налази у улици Ослобођења број 6. Ова школа покрива једну месну заједницу, насељеног места Куцура.

## Историјат
Школа у Куцури се први пут помиње 1765. године, као тривијална школа у извештају Стефана Несмара, коморског провизора у Кули, где се наводи да у селу постоје учитељи за две вероисповести: гркокатоличку и православну. Деца су ишла у школу пет наставних дана, без четвртка и недеље и то само током зимских месеци. Постојала су само прва четири разреда, и то у прва два су ишла млађа, а у трећи и четврти старија деца. Тадашња школска зграда, изграђена је 1773. године, се налазила на месту где је данас Геронтолошки центар.

## Опремљеност
Школа располаже са два објекта и у којима се изводи образовно-васпитни рад и рад других служби у школи неопходних за њено функционисање. Главна зграда са двориштем се налази у улици Ослобођења број 6, и ту се одвија највећи део наставе. У другој згради, која се налази у улици Иве Лоле Рибара број 67, раније су се држали часови техничког васпитања, али је пре пар година и то пребачено у главну зграду. Укупна површина затвореног простора који је под власништвом школе износи 2.326,8 m².
Централна зграда је опремљена са 13 учионица, фискултурном салом, зборницом за наставнике, пар канцеларијама, школском кухињом за сервирање ужине за ученике, тоалетима, просторијама за централно грејање и паром помоћних просторија. Такође, ту се налазе и две дворишне површине. Једна је намењена за фискултурно двориште где се налази терен за мали рукомет, кошарку и одбојку. Друга дворишна површина је намењена за окупљање и боравак деце за време трајања одмора. Ова дворишна површина није у потпуности приведена намени, тако да деца за време великог одмора иду на терене. Обе дворишне површине имају заједно 2.500 m².

## Дан школе
Дан школе се обележава 9. маја као Дан победе над фашизмом. Испред школе је постављен споменик који је направио сеоски уметник Силвестер Д. Макаји, а подигли су га грађани Куцуре 2005. године. Посвећен је грађанима Куцуре који су погинули у Другом светском рату.
| „ | Куцуранима који су изгубили животе у Другом светском рату и ратовима од 1991-1999. Молимо Бога нека нико, никада и нигде не плаћа животом за никакве и ничије идеале. | ” |

Сваке године 9. маја ученици ове школе пригодним програмом са песмом, рецитацијама, глумом и плесом означавају овај дан. Тога дана директор школе подели награде ученицима који су у текућој школској години забележили запажене резултате на такмичењима.

## Име
Данашњи назив Братство јединство школа добија 1946. године. Он полази од чувене фразе Јосипа Броза Тита „Чувајмо братство и јединство, као зјеницу ока свог“. У то време су многе школе називане Братство-јединство, као и кафане, културно-уметничка друштва, па чак и ауто-пут. 

## Ученици
Ову школу похађа више од 400 ђака који су укупно распоређени у 24 одељења, у сваком од осам разреда по три. С обзиром на тај број ученика и одељења настава се мора одвијати у две школске смене, те су школске просторије пуне преко целог наставног дана. Према последњим подацима Центра за социјални рад Врбас 20% ученика долази из социјално-угрожених породица. Тридесетак ученика школе су из породица, са статусом избеглих лица.

## Језици
Основна школа „Братство јединство“ из Куцуре је двојезична, односно ученици могу пратити наставу на српском (2 одељења) и русинском језику (1 одељење). Страни језици који се изучавају у овој школи су енглески, француски и италијански. Енглески језик се учи у свим разредима, од првог разреда, а француски и италијански од петог. Због недостатка наставника који би предавали италијански језик, свака четврта генерација га изучава почевши од школске 2007/2008. године (генерација 1996). Француски језик је уведен школске 2008/2009. године (генерација 1997) и уче га све остале генерације. Такође, постоји могућност и факултативног учења мађарског језика, као изборни предмет.

## Статистичко табеларни преглед радног простора
| Корисни простор школе (назив / број јединица) | Корисни простор школе (назив / број јединица) | Корисни простор школе (назив / број јединица) | Корисни простор школе (назив / број јединица) | Корисни простор школе (назив / број јединица) | Корисни простор школе (назив / број јединица) | Корисни простор школе (назив / број јединица) | Корисни простор школе (назив / број јединица) |
| Учионице                                      | Учионице за информатику                       | Сале за физичку културу                       | Гардеробе                                     | Кухиње                                        | Канцеларије                                   | Зборнице                                      | Архива                                        |
| --------------------------------------------- | --------------------------------------------- | --------------------------------------------- | --------------------------------------------- | --------------------------------------------- | --------------------------------------------- | --------------------------------------------- | --------------------------------------------- |
| 12                                            | 1                                             | 1                                             | 2                                             | 1                                             | 4                                             | 1                                             | 1                                             |
|                                               |                                               |                                               |                                               |                                               |                                               |                                               |                                               |
| Портирнице                                    | Угљарнице                                     | Просторије за шљаку                           | Котларнице                                    | Санитарне просторије, ложионице               | Санитарне просторије, ученика                 | Санитарне просторије, запослених              | Степениште и ходници                          |
| 1                                             | 1                                             | 1                                             | 1                                             | 1                                             | 4                                             | 1                                             | 2                                             |